# معمای اسکاتلندیارد
معمای اسکاتلندیارد (انگلیسی: The Scotland Yard Mystery) فیلمی در ژانر درام و جنایی به کارگردانی توماس بنتلی است که در سال ۱۹۳۴ منتشر شد.